# Fluminense Football Club no Campeonato Brasileiro de Futebol de 2011 - Série A
A participação do Fluminense na Série A do Campeonato Brasileiro de 2011 foi a 45ª do clube na competição nacional mais importante do Brasil.

## Campanha
| Posição final | 3ª colocação | Classificou-se para a Copa Libertadores de 2012 |

|                    | Total | Como mandante | Como visitante |
| ------------------ | ----- | ------------- | -------------- |
| Pontos             | 63    | 36            | 27             |
| Jogos              | 38    | 19            | 19             |
| Vitórias           | 20    | 12            | 8              |
| Empates            | 3     | 0             | 3              |
| Derrotas           | 15    | 7             | 8              |
| Gols pró           | 60    | 36            | 24             |
| Gols contra        | 51    | 24            | 27             |
| Saldo de gols      | 9     | 12            | -3             |
| Aproveitamento (%) | 55,3  | 63,2          | 47,4           |

## Todos os jogos

### Primeiro turno
| Domingo, 22 de maio | Fluminense | 0 - 2 | São Paulo | São Januário |
| 18:30               |            |       |           |              |

| Domingo, 29 de maio | Atlético Goianiense | 0 - 1 | Fluminense | Serra Dourada |
| 18:30               |                     |       |            |               |

| Sábado, 4 de junho | Fluminense | 2 - 1 | Cruzeiro | Engenhão |
| 18:30              |            |       |          |          |

| Domingo, 12 de junho | Corinthians | 2 - 0 | Fluminense | Pacaembu |
| 16:00                |             |       |            |          |

| Sábado, 18 de junho | Fluminense | 0 - 1 | Bahia | Engenhão |
| 18:30               |            |       |       |          |

| Domingo, 26 de junho | Avaí | 0 - 1 | Fluminense | Ressacada |
| 16:00                |      |       |            |           |

| Quinta-feira, 30 de junho | Fluminense | 3 - 1 | Atlético Paranaense | Engenhão |
| 21:00                     |            |       |                     |          |

| Quarta-feira, 24 de agosto | Santos | 2 - 1 | Fluminense | Vila Belmiro |
| 20:30                      |        |       |            |              |

| Domingo, 10 de julho | Fluminense | 0 - 1 | Flamengo | Engenhão |
| 16:00 Histórico      |            |       |          |          |

| Sábado, 16 de julho | Coritiba | 3 - 1 | Fluminense | Couto Pereira |
| 18:30               |          |       |            |               |

| Domingo, 24 de julho | Fluminense | 1 - 0 | Palmeiras | Raulino de Oliveira |
| 16:00                |            |       |           |                     |

| Quarta-feira, 27 de julho | Atlético Mineiro | 1 - 0 | Fluminense | Ipatingão |
| 19:30                     |                  |       |            |           |

| Domingo, 31 de julho | Fluminense | 4 - 0 | Ceará | Engenhão |
| 16:00                |            |       |       |          |

| Quinta-feira, 4 de agosto | Fluminense | 2 - 0 | Internacional | Engenhão |
| 21:00                     |            |       |               |          |

| Domingo, 7 de agosto | América Mineiro | 3 - 0 | Fluminense | Arena do Jacaré |
| 16:00                |                 |       |            |                 |

| Domingo, 14 de agosto | Grêmio | 2 - 1 | Fluminense | Olímpico |
| 18:30                 |        |       |            |          |

| Quarta-feira, 17 de agosto | Fluminense | 3 - 0 | Figueirense | Engenhão |
| 19:30                      |            |       |             |          |

| Domingo, 21 de agosto | Vasco da Gama | 1 - 1 | Fluminense | Engenhão |
| 18:00 Histórico       |               |       |            |          |

| Sábado, 27 de agosto | Fluminense | 1 - 2 | Botafogo | Engenhão |
| 18:00 Histórico      |            |       |          |          |

### Segundo turno
| Quarta-feira, 31 de agosto | São Paulo | 1 - 2 | Fluminense | Morumbi |
| 21:50                      |           |       |            |         |

| Sábado, 3 de setembro | Fluminense | 3 - 2 | Atlético Goianiense | Raulino de Oliveira |
| 18:00                 |            |       |                     |                     |

| Quarta-feira, 7 de setembro | Cruzeiro | 1 - 2 | Fluminense | Parque do Sabiá |
| 21:50                       |          |       |            |                 |

| Domingo, 11 de setembro | Fluminense | 1 - 0 | Corinthians | Engenhão |
| 16:00                   |            |       |             |          |

| Domingo, 18 de setembro | Bahia | 3 - 0 | Fluminense | Pituaçu |
| 16:00                   |       |       |            |         |

| Quarta-feira, 21 de setembro | Fluminense | 3 - 1 | Avaí | Engenhão |
| 20:30                        |            |       |      |          |

| Sábado, 24 de setembro | Atlético Paranaense | 1 - 1 | Fluminense | Arena da Baixada |
| 18:00                  |                     |       |            |                  |

| Sábado, 1º de outubro | Fluminense | 3 - 2 | Santos | Raulino de Oliveira |
| 18:00                 |            |       |        |                     |

| Domingo, 9 de outubro | Flamengo | 3 - 2 | Fluminense | Engenhão |
| 16:00 Histórico       |          |       |            |          |

| Quinta-feira, 13 de outubro | Fluminense | 3 - 1 | Coritiba | Engenhão |
| 20:30                       |            |       |          |          |

| Domingo, 16 de outubro | Palmeiras | 1 - 2 | Fluminense | Canindé |
| 16:00                  |           |       |            |         |

| Sábado, 22 de outubro | Fluminense | 0 - 2 | Atlético Mineiro | Engenhão |
| 18:00                 |            |       |                  |          |

| Sábado, 29 de outubro | Ceará | 1 - 2 | Fluminense | Presidente Vargas |
| 18:00                 |       |       |            |                   |

| Domingo, 6 de novembro | Internacional | 1 - 2 | Fluminense | Beira-Rio |
| 19:00                  |               |       |            |           |

| Sábado, 12 de novembro | Fluminense | 1 - 2 | América Mineiro | Engenhão |
| 19:00                  |            |       |                 |          |

| Quarta-feira, 16 de novembro | Fluminense | 5 - 4 | Grêmio | Engenhão |
| 20:30                        |            |       |        |          |

| Domingo, 20 de novembro | Figueirense | 0 - 4 | Fluminense | Orlando Scarpelli |
| 19:00                   |             |       |            |                   |

| Domingo, 27 de novembro | Fluminense | 1 - 2 | Vasco da Gama | Engenhão |
| 17:00 Histórico         |            |       |               |          |

| Domingo, 4 de dezembro | Fluminense | 1 - 1 | Botafogo | Raulino de Oliveira |
| 17:00 Histórico        |            |       |          |                     |

## Futebolistasque marcaramgol
|                  | Gols |
| ---------------- | ---- |
| Fred             | 22   |
| Rafael Moura     | 11   |
| Rafael Sóbis     | 10   |
| Marquinho        | 4    |
| Ciro             | 2    |
| Lanzini          | 2    |
| Souza            | 2    |
| Conca            | 1    |
| Edinho           | 1    |
| Leandro Euzébio  | 1    |
| Márcio Rosário   | 1    |
| Mariano          | 1    |
| Martinuccio      | 1    |
| Matheus Carvalho | 1    |

### Futebolistasque marcaramgol-contra
|     | Gols |
| --- | ---- |
| Gum | 1    |